# Делија (Калтанисета)
Делија (итал. Delia) је насеље у Италији у округу Калтанисета, региону Сицилија.
Према процени из 2011. у насељу је живело 4191 становника. Насеље се налази на надморској висини од 438 м.

## Становништво
| 1951. | 1961. | 1971. | 1981. | 1991. | 2001. | 2011. |
| ----- | ----- | ----- | ----- | ----- | ----- | ----- |
| 7.250 | 6.673 | 5.122 | 4.855 | 4.537 | 4.350 | 4.325 |